# Fritillaria chlorantha
Fritillaria chlorantha är en liljeväxtart som beskrevs av Heinrich Carl Haussknecht och Joseph Friedrich Nicolaus Bornmüller. Fritillaria chlorantha ingår i Klockliljesläktet och i familjen liljeväxter. Inga underarter finns listade.